# Chemico-Biological Interactions
Chemico-Biological Interactions, abgekürzt Chem.-Biol. Interact., ist eine wissenschaftliche Fachzeitschrift, die vom Elsevier-Verlag veröffentlicht wird. Derzeit erscheint die Zeitschrift mit 18 Ausgaben im Jahr. Es werden Arbeiten aus dem Bereich der biochemischen und molekularen Toxikologie veröffentlicht.